# Compressidens pressum
Compressidens pressum är en blötdjursart som först beskrevs av Henry Augustus Pilsbry och Sharp 1897.  Compressidens pressum ingår i släktet Compressidens, ordningen Gadilida, klassen tandsnäckor, fylumet blötdjur och riket djur. Inga underarter finns listade i Catalogue of Life.